# Krig och fred (TV-serie, 2016)
Krig och fred (engelska: War and Peace) är en brittisk miniserie i sex delar. Serien, som bygger på Leo Tolstojs roman med samma namn, hade premiär 3 januari 2016 på BBC One och är regisserad av Tom Harper med manuskriptet skrivet av Andrew Davies. Den sändes i Sveriges Television med början den 5 mars samma år.

## Rollista (i urval)

### Huvudroller
- Paul Dano – Pierre Bezuchov
- Lily James – Natasja Rostova
- James Norton – Andrej Bolkonskij
- Jessie Buckley – Marja Bolkonskaja
- Jack Lowden – Nikolaj Rostov
- Aisling Loftus – Sonja Rostova
- Tom Burke – Fjodor Dolochov
- Tuppence Middleton – Hélène Kuragina
- Callum Turner – Anatole Kuragin
- Adrian Edmondson – Greve Ilja Rostov
- Rebecca Front – Anna Michailovna Drubetskaja
- Greta Scacchi – Grevinnan Natalja Rostova
- Aneurin Barnard – Boris Drubetskoj
- Mathieu Kassovitz – Napoleon Bonaparte
- Stephen Rea – Furst Vasilij Kuragin
- Brian Cox – General Michail Kutuzov
- Kenneth Cranham – Farbror Michail
- Ken Stott – Osip Aleksejevitj Bazdejev
- Gillian Anderson – Anna Pavlovna Scherer
- Jim Broadbent – Furst Nikolaj Bolkonskij

### Biroller
- Kate Phillips – Lise Bolkonskaja
- Olivia Ross – Mademoiselle Bourienne
- David Quilter – Tichon
- Ben Lloyd-Hughes – Tsar Alexander
- Rory Keenan – Bilibin
- Terence Beesley – General Bennigsen
- Pip Torrens – Prins Bagration
- Guillaume Faure – Napoleons adjutant
- Ludger Pistor – General Mack
- Adrian Rawlins – Platon Karatajev
- Otto Farrant – Petja Rostov